# Desaparición de Ana Walshe
Ana Walshe, de soltera Ana Ljubičić (nacida en la República Federativa Socialista de Yugoslavia en 1983), era una mujer estadounidense de origen serbio que trabaja como ejecutiva inmobiliaria. El 4 de enero de 2023 se denunció su desaparición, primero por uno de sus trabajadores y, más tarde, por su marido, Brian Walshe. Fue vista por última vez la madrugada del 1 de enero en Cohasset (Massachusetts), tras cenar con su marido y un amigo por Nochevieja. Brian dijo a la policía que Ana había volado a Washington D. C. por una urgencia laboral. Tras una primera detención el 8 de enero por engañar a los investigadores sobre su paradero el día de la desaparición, Brian fue acusado el 18 de enero de asesinato y exhumación de un cadáver sin autorización, cargos de los que se declaró inocente; los fiscales alegan que la golpeó hasta matarla y luego la desmembró y se deshizo de su cuerpo.

## Trasfondo
Ana Ljubičić nació en Belgrado en 1983. Se crio en la capital serbia, donde asistió al Quinto Gimnasio de Belgrado y obtuvo una licenciatura en Lengua y Literatura francesas por la Universidad de Belgrado. Emigró a Estados Unidos en 2005, convirtiéndose finalmente en ciudadana con doble nacionalidad. Encontró trabajo en el sector de la hostelería, por ejemplo en The Inn at Little Washington. Según Boston 25 News, se cree que conoció a Brian Walshe durante sus dos años de trabajo en el Wheatleigh Hotel de Lenox (Massachusetts). Ella y Brian se casaron en 2016 y ella adoptó su apellido, según la costumbre anglosajona. Tuvieron tres hijos, que en el momento de su desaparición tenían dos, cuatro y seis años.
Tras trabajar en varios hoteles más, Ana Walshe se convirtió en directora general regional de la empresa inmobiliaria Tishman Speyer en febrero de 2022, dividiendo su tiempo entre su casa con Brian en Cohasset (Massachusetts), y una residencia en Washington, D. C., donde trabajaba.
En 2021, Brian se declaró culpable ante un tribunal federal de tres cargos de fraude relacionados con la venta de obras falsificadas de Andy Warhol. En el momento de la desaparición de Ana, se encontraba en arresto domiciliario a la espera de sentencia.

## Desaparición
Los Walshe y un amigo de Brian cenaron juntos en la Nochevieja de 2022. En las primeras horas de 2023, llamó a su madre, a su hermana y a su dama de honor, que no estaban disponibles. Fue vista por última vez sobre las 4 de la madrugada. Brian afirma que pasó el día siguiente en Swampscott (Massachusetts) con su madre.
El 4 de enero, tanto Tishman Speyer como Brian Walshe denunciaron la desaparición de Ana. Brian dijo a la policía que Ana había salido temprano de casa para tomar un vuelo desde el Aeropuerto Internacional Logan de Boston a Washington D. C., después de que una emergencia laboral le obligara a adelantar un viaje previsto para el 3 de enero. La policía no pudo confirmar si Ana había cogido un vuelo o si la habían llevado al aeropuerto el 1 de enero; descubrieron que había reservado un vuelo para el 3 de enero, pero no lo había cogido, y que sus tarjetas de crédito y débito no se habían utilizado desde el 1 de enero.

## Investigación y cargos
Brian Walshe fue detenido el 8 de enero y acusado de engañar a la policía en la investigación sobre la desaparición de Ana, después de que la policía no pudiera encontrar pruebas de que hubiera estado en el CVS o Whole Foods de Swampscott el 1 de enero, como había afirmado. Se declaró inocente. El fiscal alegó que Brian había ido a Home Depot el 2 de enero y gastado 450 dólares en artículos de limpieza. La policía recibió una orden de registro para la residencia de Walshe y en el sótano encontró sangre y un cuchillo dañado y ensangrentado.
El 18 de enero, Brian Walshe fue detenido de nuevo y acusado de asesinato y de exhumar un cadáver sin autorización. Los fiscales alegan que la golpeó hasta matarla, la desmembró y después se deshizo del cadáver. Como prueba citaron su historial de búsquedas en Google en múltiples dispositivos, entre ellos el iPad de su hijo, que, según alegan, incluye términos como "¿Cuánto tarda un cadáver en empezar a oler?", "Desmembramiento y las mejores formas de deshacerse de un cadáver" y "¿Se te puede acusar de asesinato sin cadáver?". Brian se declaró inocente. El 30 de marzo, Brian fue acusado de asesinato en primer grado, engaño en una investigación policial y "transporte indebido de un cuerpo humano".
El suceso suscitó una gran atención pública en Estados Unidos y Serbia. El Ministerio de Asuntos Exteriores de Serbia se comunicó, a través del consulado general serbio en Nueva York, con la oficina del fiscal del distrito de Norfolk, para facilitar a la madre de Ana Walshe información no pública sobre el curso de la investigación.